# 県立美術館通停留場
県立美術館通停留場（けんりつびじゅつかんどおりていりゅうじょう）は、高知県高知市高須本町にあるとさでん交通後免線の路面電車停留場。

## 歴史
当停留場は1993年（平成5年）、高知県立美術館の開館に伴い新設された停留場である。

### 年表
- 1993年（平成5年）11月1日：土佐電気鉄道の停留場として開業[1][3]。3日には県立美術館が開館[4]。
- 1999年（平成11年）：後免町方面乗り場にホーム設置。
- 2014年（平成26年）10月1日：土佐電気鉄道が高知県交通・土佐電ドリームサービスと経営統合し、とさでん交通が発足[5]。とさでん交通の停留場となる。

## 停留場構造
ホームは2面あり、東西方向に伸びる2本の線路を挟んで向かい合わせに配置される（相対式ホーム）。線路の北側に後免町方面行きのホーム、南にはりまや橋方面行きのホームがある。ホームにはスロープを設置、ベンチは通行の妨げにならないように折り畳み式とするなど、停留場の設備はバリアフリーに対応する。
停留場にはパークアンドライド用の駐車場が併設されている。停留場のある高須地区が高知市内中心部に向けて2本の国道が合流する渋滞の起点にあたることからよく利用されていて、2006年（平成18年）1月からは規模が拡大された。 

## 停留場周辺
高知自動車道高知ICへ至る高知県道と国道が交差しているところに位置する。高知県立美術館は停留場の北、徒歩5分ほどの距離にある。
- 高知市東消防署
- CHRES
- 国道195号
- 高知県道44号高知北環状線
- 五台山道路
- 高知銀行葛島支店

## バス路線
はりまや橋方面乗り場に併設する形で「県立美術館通」停留所がある。当停留所に乗り入れない路線は南国バイパス上にある「西高須通」停留所を利用する。
- とさでん交通  
  - J1：高知医療センター・高知県立大学経由種崎行き
  - J2：高知医療センター・高知県立大学・十市バイパス経由後免町行き
  - G1：はりまや橋経由高知駅行き

## 隣の停留場
とさでん交通
後免線
高須停留場 - 県立美術館通停留場 - 西高須停留場